# Lunenburg (Virginie)
Pour les articles homonymes, voir Lunenburg.
La census-designated place américaine de Lunenburg est le siège du comté de Lunenburg, dans l’État de Virginie. Lors du recensement de 2010, sa population s’élevait à 165 habitants.

## Source
- (en) Cet article est partiellement ou en totalité issu de l’article de Wikipédia en anglais intitulé « Lunenburg, Virginia » (voir la liste des auteurs).